# Luf-Plan
Luf-Plan – wieś położona w północnej części Albanii w gminie Qerret.

## Demografia
Według spisu ludności z 1989 roku we wsi Luf-Plan mieszkało 195 mieszkańców.